# Anna Wolterbeek
Anna Henrietta Wolterbeek (Amsterdam, 1 oktober 1834 – Oosterbeek, 26 augustus 1905) was een Nederlands schilderes.

## Leven en werk
Wolterbeek werd geboren aan de Herengracht in Amsterdam als dochter van Robert Daniël Wolterbeek (1801-1883) en Henrietta Maria Anna Meijer (1802-1866). Haar vader was firmant in de firma Daniël Crommelin en Soonen, gemeenteraadslid, lid van de Provinciale Staten en tien jaar directeur van De Nederlandsche Bank. In 1845 liet hij in Oosterbeek de villa Valkenburg bouwen.
Wolterbeek kreeg haar eerste schilderlessen vermoedelijk van de landschapsschilder Pierre Louis Dubourcq. Dubourcq was lid van de Koninklijke Academie van beeldende kunsten in Amsterdam. De academie liet geen vrouwen als leerling of lid toe, zij konden slechts honorair lid worden. Mienette Storm-van der Chijs, voorvechtster voor onderwijs aan meisjes, schreef in 1864 een brief aan het bestuur met het verzoek de academie open te stellen voor vrouwen. Het bestuur schoof de beslissing over het toelaten van vrouwelijke leerlingen voor zich uit in verband met een aanstaande reorganisatie. In 1865 liet het bestuur wél Wolterbeek en gravin Mathilde von Stoffregen-von Zeppelin toe als eerste vrouwen die volwaardig lid werden van de academie. Ze wordt beschouwd als leerling van Barend Wijnveld.  Wolterbeek schilderde vooral (tropische) bloemstillevens en landschappen.
Wolterbeek was in 1872 mede-oprichter van de Algemeene Nederlandsche Vrouwenvereeniging 'Tesselschade', waarvan zij enige tijd voorzitter (1872-1873) was. Vanaf 1880 bewoonde zij de ouderlijke villa Valkenburg, waarvan ze na het overlijden van haar vader eigenaar werd. Ze gaf er ook schilderlessen in haar atelier; 's zomers werkte zij in de oranjerie, 's winters in de villa zelf. Ze breidde het bezit uit met aankoop van het naastgelegen landgoed De Bilderberg, dat in 1913 weer werd verkocht.
Wolterbeek overleed in 1905 op 70-jarige leeftijd.